# Sabalansko jezero
Sabalansko jezero (perz. دریاچه سبلان; Darjače-je Sabalan) je jezero na vulkanskoj planini Sabalan u Ardabilskoj pokrajini na sjeverozapadu Irana. Jedino je kratersko jezero u zemlji i nadmorskom visinom od 4784 m predstavlja najviše iransko odnosno jedno od najviših jezera svijeta. Sabalansko jezero ima površinu od 1,0 ha, dubinu do 15 m i zapremninu do 80 tisuća m³. Elipsastog je oblika i proteže se duljinom od 160 m u smjeru istok−zapad odnosno širinom od 80 m. Vrh Sabalana (4811 m) nalazi se jugozapadno od jezera i nadvisuje njegovu površinu za 27 m. Osim kraterskog, na obroncima vulkanske planine nalazi se još sedam nižih jezera: Atgoli, ardabilski Kara-Gol, sarapski Kara-Gol, Kizil-Bare-Goli, Kizil-Gol, Kuri-Gol i Sari-Gol.

## Poveznice
- Sabalan
- Zemljopis Irana
- Popis iranskih jezera